# Templemars
Templemars is een gemeente in het Franse Noorderdepartement (Frans: département du Nord) in de regio Hauts-de-France. De gemeente telde op 1 januari 2022 3.630 inwoners en maakt deel uit van het arrondissement Rijsel.

## Geografie
De oppervlakte van Templemars bedroeg op 1 januari 2022 4,61 vierkante kilometer; de bevolkingsdichtheid was toen 787,4 inwoners per km².

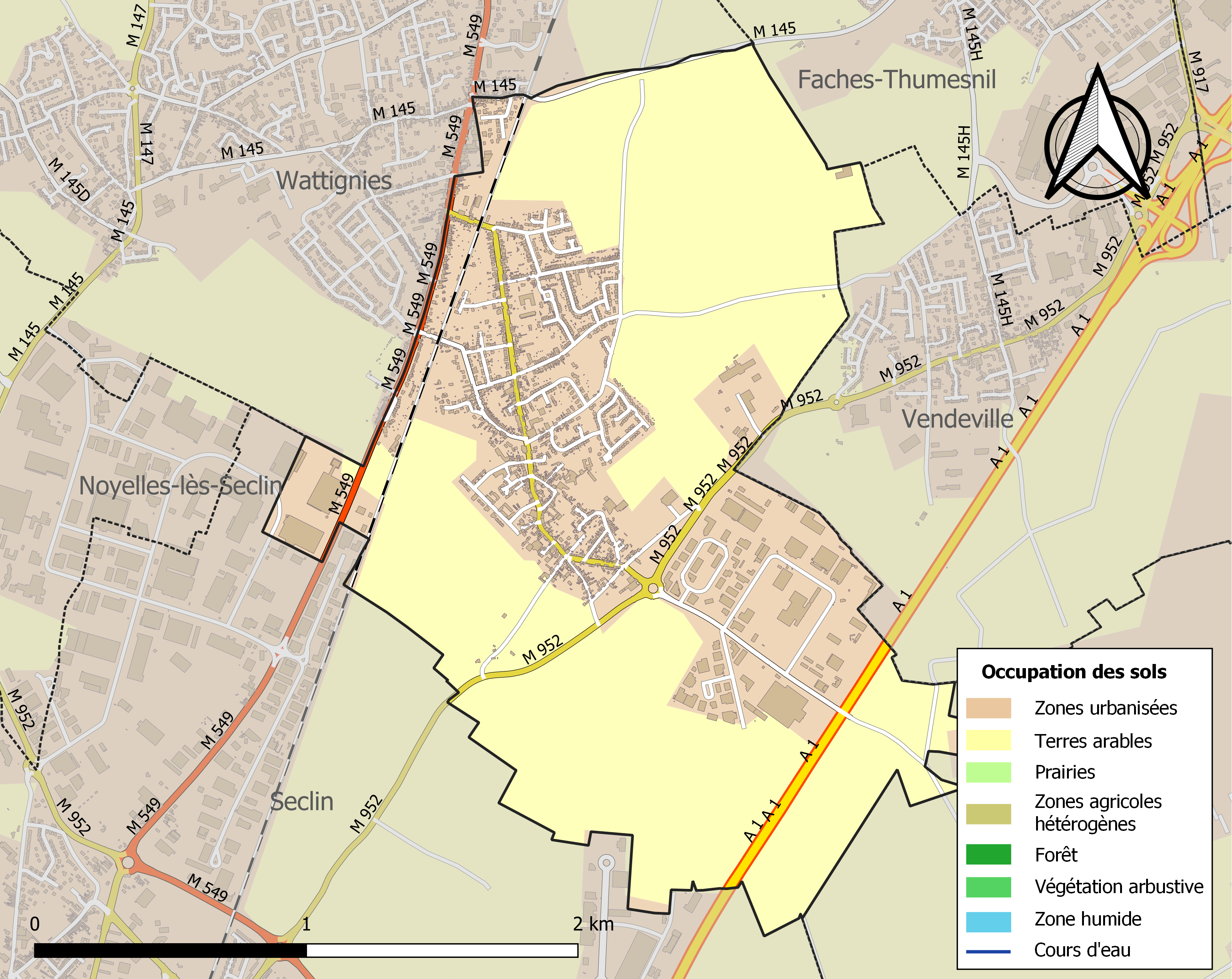
Kaart van de gemeente met belangrijkste infrastructuur, bodemgebruik en omliggende gemeenten

## Bezienswaardigheden
- De Sint-Maartenskerk (Église Saint-Martin)
- Op de gemeentelijke Begraafplaats van Templemars bevinden zich twee Britse oorlogsgraven uit de Eerste Wereldoorlog.

## Demografie
Onderstaande figuur toont het verloop van het inwonertal (bron: INSEE-tellingen).

## Verkeer en vervoer
In de gemeente ligt spoorwegstation Wattignies - Templemars op de spoorlijn Paris-Nord - Rijsel
In het zuidoosten van de gemeente loopt de autosnelweg A1/E17.